# Teacake

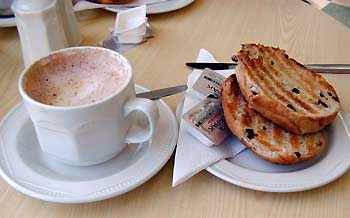
Un teacake de pasas tostado con moca.

Un teacake o tea cake (en inglés ‘pastel de té’) es un tipo de pan o pastel servido tradicionalmente para acompañar al té de la tarde, si bien el término puede extenderse a cualquier tipo de pastel lo suficientemente consistente como para tomarse con los dedos. El teacake no suele ir glaseado.

## Variantes regionales

### Reino Unido
En Yorkshire y otras regiones del norte el teacake suele ser un panecillo redondo cortado por la mitad que no suele contener ningún tipo de fruta seca.
En otras partes del Reino Unido el teacake es a veces un bollo con levadura ligero y dulce conteniendo fruta seca, como pasas, pasas de Corinto o alguna cáscara. Suele cortarse, tostarse, untarse con mantequilla y servirse con el té. Es plano y redondo, con una parte superior suave marrón y una base algo más clara.
Aunque la mayoría de la gente se refiere a un tea cake como un pastel conteniendo fruta, en ciertas regiones de Yorkshire del Oeste, Lancashire y Cumbria se usa el nombre currant teacake para distinguir al teacake con fruta del panecillo normal. En Kent el tea cake se conoce como huffkin, que a menudo se condimenta con lúpulo, especialmente en la época de la cosecha de éste en septiembre. En Sussex sigue elaborándose una versión lujosa del tea cake con especias añadidas, como la nuez moscada, la canela y el agua de rosas, que se denomina manchet o Lady Arundel's Manchet.

### Europa
En Suecia se llama tekaka a un pan de soda de trigo endulzado, parecido a un farl, que se sirve templado con mantequilla y mermelada. También se sirve a menudo con queso.

### Estados Unidos
En el sur de Estados Unidos un tea cake es una tradicional galleta grande y pesada, hecha con azúcar, mantequilla, huevo, harina, leche y especias.
En el resto de los Estados Unidos, un tea cake es un pastel de especias cubierto de azúcar glas. A veces puede contener fruta, como albaricoque o arándano.

### Australia
En Australia un teacake es un pastel dulce grande hecho con una mezcla de harina, huevo, manteca y azúcar. Se sirve cortado para acompañar el té. Los teacakes australianos se espolvorean a veces con canela y azúcar fina, y a menudo se sirven templados del horno.
En algunas partes de Australia el término tea cake se emplea para aludir al Boston bun.